# Batagur trivittata
Batagur trivittata е вид костенурка от семейство Азиатски речни костенурки (Geoemydidae). Видът е застрашен от изчезване.

## Разпространение
Разпространен е в Мианмар.